# Metaboloma
El metaboloma es el conjunto completo de las pequeñas moléculas denominadas metabolitos (tales como intermediarios metabólicos, hormonas y otras moléculas de señalización, y metabolitos secundarios) que se pueden encontrar en una muestra biológica, tal como un organismo. El vocablo se acuñó en analogía con transcriptómica y proteómica. Como el transcriptoma y el proteoma, el metaboloma es dinámico, y cambia segundo a segundo. Aunque el metabaloma puede definirse de forma bastante sencilla, actualmente no es posible analizar el rango completo de metabolitos mediante un único método analítico (ver metabolómica). En enero de 2007, científicos de la Universidad de Alberta y de la Universidad de Calgary concluyeron el borrador del metaboloma humano, catalogando y caracterizando 2500 metabolitos, 1200 principios activos, y 3500 componentes que pueden encontrarse en el cuerpo humano. 